# Escuelas de Artes y Oficios de España
Las Escuelas de Artes y Oficios fueron unas instituciones educativas nacidas en España en el siglo XIX que estaban dirigidas a la formación de los obreros con la finalidad de «mejorar su posición social», como dijo el ministro de Fomento liberal, José Luis Albareda en 1882. La primera, la Escuela de Artes y Oficios de Madrid, fue creada en 1871, en los inicios del Sexenio Democrático.

## Historia
A principios del siglo XIX, una vez terminada la Guerra de la Independencia, en España se ve que la producción artesanal, seguida hasta ese momento en Europa, se ve sustituida por la producción industrial de objetos de consumo, de modo que en 1824 se crea en Madrid el Real Conservatorio de Artes, dedicado a la promoción de las artes y las industrias, primero como una especie de museo dedicado a reunir modelos y las máquinas e instrumentos dedicados a la realización de los mismos. Estuvo primero en la calle del Turco y después se instaló en el Ministerio de Fomento, en la calle de Atocha. Al principio no estaba dedicado a la enseñanza, pero en 1832 se implantó ésta, con un plan que daba mucha libertad a los alumnos.
En 1871 se creó la Escuela de Artes y Oficios, adscrita al Conservatorio: «Las Escuelas de artesanos responden a una necesidad social, y son fuente de indudable prosperidad y riqueza de un país».
En 1886 empieza una tercera etapa cuando la Escuela se separa del conservatorio, con el nombre de Escuela Central de Artes y Oficios. En el preámbulo del Real Decreto, se dice: 

La Exposición universal de 1851 hizo conocer a la Gran Bretaña que para competir con las industrias extranjeras tenía necesidad imperiosa de difundir en sus clases populares la educación artística de que carecía, y para conseguir pronto la realización de propósito tan grande como útil, creó su admirable Establecimiento de Kensigton, cuyas enseñanzas han adquirido el extraordinario y casi fabuloso desarrollo que acreditan sus estadísticas...". "Tales resultados han servido de estímulo vivo a las demás Naciones, con especialidad a aquellas que ante tan rápidos progresos vieron amenazadas seriamente las ricas producciones artístico-industriales que en las pasadas Exposiciones universales consideraron sin competencia posible en gusto y perfección...,

En el Real Decreto de 1900, se crean las Escuelas de Artes e Industrias, uniendo las Escuelas de Artes y Oficios y las Escuelas de Bellas Artes a nivel provincial. Se establecieron las enseñanzas en grado elemental y superior, estas últimas solo en Madrid para las secciones artística e industrial y en Barcelona para la sección artística, denominándose Escuelas Superiores de Artes e Industrias.
En 1910 se separan las dos ramas que formaban las Escuelas de Artes e Industrias: las Escuelas Industriales y las Escuelas de Artes y Oficios.
En 1963, otra reforma vino a organizar otro modelo educativo, en el que se establecen "unos cursos regulares al final de los cuales pueda obtener el que los haya realizado un título que le sirva de estímulo y prueba de la formación alcanzada". En ese momento se cambia la denominación a la de Escuelas de Artes Aplicadas y Oficios Artísticos.
La última reforma se produce con la L.O.G.S.E. que, en su artículo 46 dice: "Las enseñanzas de las artes plásticas y de diseño comprenderán estudios relacionados con las artes aplicadas, los oficios artísticos, el diseño en sus diversas modalidades y la conservación y restauración de bienes culturales". Los centros en los que se imparten Ciclos Formativos pasan a denominarse Escuelas de Arte.